# Stephan Adam
Stephan Adam (* 4. Juli 1954 in Freigericht-Neuses) ist ein deutscher Komponist und Dozent.

## Leben
Im Alter von elf Jahren übernahm Stephan Adam erste Organistendienste. In Frankfurt am Main absolvierte er ein Studium der Kirchenmusik, das er mit dem A-Examen abschloss, und weitere in Chordirigieren bei Helmut Rilling sowie in Tonsatz und Komposition bei Kurt Hessenberg und Hans Ulrich Engelmann. Seit 1982 war er an der Berufsfachschule für Musik in Bad Königshofen im Grabfeld Dozent für Orgel, Tonsatz, Gehörbildung und Partiturspiel, seit einem späteren Zeitpunkt auch für Korrepetition, das Wahlfach Computer und Arrangement.
2007 gewann Adam den Hauptpreis beim Kompositionswettbewerb der Münchner Symphoniker für sein Sinfonieorchesterwerk Techno fantastico, nachdem er 2005 bereits für Nachtmahr den Sonderpreis des Kompositionswettbewerbes des Blasmusikverbands Baden-Württemberg und des Bundes Deutscher Blasmusikverbände erhielt.
Adam wohnt in Theilheim.

## Werke (Auswahl)
Stephan Adam komponiert sowohl für Kammermusikensembles und Chöre als auch für Sinfonie- und Blasorchester.

### Werke für Sinfonieorchester
- Emanation, 1998
- Noctoema für Querflöte und Streichorchester, 1999.
- Phasen für kleines Orchester, 2001.
- Techno fantastico. 2006 Das Werk erhielt 2007 den 1. Preis beim Kompositionswettbewerb der Münchner Symphoniker.[4][6]

### Werke für Blasorchester
- Mouvement symphonique, 1993. Das Werk ist eine Auftragskomposition der Bundesvereinigung Deutscher Blasmusikverbände und war in mehreren Wettbewerben Pflichtstück auf der Höchststufe.[7] ISMN 979-0-001-10089-2 (Suche im DNB-Portal)
- Challenge, 1999
- Fatum. 2003
- Nachtmahr, 2005. Das Werk erhielt 2005 den Sonderpreis des Kompositionswettbewerbes des Blasmusikverbands Baden-Württemberg und des Bundes Deutscher Blasmusikverbände.[5]
- DAVA, 2008. Das Werk erhielt anlässlich der flammabis-Musiktage 2008 den zweiten Preis durch Publikumsentscheid.[8]
- Suite burlesque, 2011 I Fanfarria seria II Valse mélancholique III Phantomchoral IV Tarantella
- Der Rattenfänger von Hameln – Eine Märchenskizze. Für Jugendblasorchester. 2013.  Das Werk ist eine Auftragskomposition der Bayerischen Musikakademie in Hammelburg anlässlich des Festival UNerHÖRTes 2013.
- Meditation für Bläserklassen. 2013.  Das Werk ist eine Auftragskomposition der Bayerischen Musikakademie in Hammelburg anlässlich des Festival UNerHÖRTes 2013.
- Toccatina für Jugendblasorchester, 2016.  Das Werk ist eine Auftragskomposition der Bayerischen Musikakademie in Hammelburg anlässlich des Festival UNerHÖRTes 2016.
- Fanal 1, 2016.  Das Werk ist eine Auftragskomposition der Bayerischen Musikakademie in Hammelburg anlässlich des Festival UNerHÖRTes 2016.
- Fanal 2, 2018. Das Werk ist eine Auftragskomposition der Bayerischen Musikakademie in Hammelburg anlässlich des Festival UNerHÖRTes 2019.
- unknown, 2018. Das Werk ist eine Auftragskomposition der Bayerischen Musikakademie in Hammelburg anlässlich des Festival UNerHÖRTes 2019.

### Werke für Blasorchester mit Soloinstrumenten
- Capriccio für Klavier, Blasorchester und Schlagzeug, 1992
- Choragma für Pauken und Blasorchester, 1996
- Noctoema für Flöte solo und Blasorchester, 2009
- Fanfarentanz für Pauken, Blasorchester und Brassband, 2012

### Werke für Chor und Orchester
- The Christmas Truce 1914, Oratorium für Erzähler. vier Vokalsolisten, gemischten Chor, Publikum und Orchester, 2014. Das Oratorium ist ein Auftragswerk der 39. Fränkischen Musiktage - Alle Menschen werden Brüder und des Internationalen Chorforums (ICF).

### Werke für Chor und Instrumente
- Deutsche Propriumsmesse für gemischten Chor und sechs Blechbläser (Zwei Trompeten, Horn, zwei Posaunen und Tuba), 1994
- Invocationes für gemischten Chor und konzertierende Orgel, 2006
- Missa in honorem SS Petri et Alexander für gemischten Chor und fünf Blechbläser (Zwei Trompeten, Horn und zwei Posaunen), Perkussion und große Orgel, 2007
- Es ist vollbracht - Lyrische Reflexionen über J. S. Bachs Arie `Es ist vollbracht` aus der Johannespassion für Altsolo, gemischten Chor, Viola da Gamba und Basso continuo, 2012
- For The Trumpet Shall Sound für gemischten Chor, Text: King-James-Bibel, 2019

### Werke für Männerchor
- umbra subit terras, Auftragswerk der Fränkischen Musiktage 2011

### Werke für Instrumentalensemble
- Divertimento für Klarinette, Viola und Klavier, 1986
- Trio für Klarinette, Viola und Klavier, 1986
- Quartetto basso für Violine, Viola, Violoncello und Kontrabass, 1988
- Trio für Viola, Violoncello und Kontrabass, 1989
- Divertimento für Flöte, Viola und Gitarre, 1991
- Meditationen über ein gregorianisches Alleluja für Bläser, Schlagzeug, Klavier und Orgel, 1992
- Eskapaden für Saxophonquartett, 1995
- Streichquartett, 1995
- Fragmente für Cembalo und Streicher, 1998
- Tastomania für Marimbaphon, Klavier, Cembalo und Orgel, 2002
- Intrada et Conclusio für acht Blechbläser, Perkussion und Orgel, 2002
- Tanztoccata für acht Blechbläser und Perkussion, 2002
- Techno macabre für Flöte, Violoncello und Klavier, 2003
- Meditation, Ereignis und Tanz für 2 Klarinetten, Streichquartett und Perkussion, 2007
- Raum des Vergessens für Flöte, Gitarre und Perkussion, 2008
- Bewegte Idylle für Schlagzeugensemble, 2014
- Fanfare BFS für 6 Blechbläser und einen Schlagzeuger

### Werke für Orgel
- Ostermorgen für Orgel, 1976
- Fünf Etüden für Orgel, 2003 bis 2005
- Choral sine nomine, 2016
- Fuga passionata, 2017
- Klangraumversetten über Nun danket all und bringet Ehr, 2009/2020
- Klangraumversetten über Aus tiefer Not ruf ich zu dir, 2009/2021
- Klangraumversetten über Die ganze Welt, Herr Jesu Christ, 2009/2021